# Caia, São Pedro e Alcáçova
Caia, São Pedro e Alcáçova é uma freguesia portuguesa do município de Elvas, com 104,04 km² de área e 5376 habitantes (censo de 2021). A sua densidade populacional é 51,7 hab./km².

## História
Foi constituída em 2013, no âmbito de uma reforma administrativa nacional, pela agregação das antigas freguesias de Caia e São Pedro e Alcáçova. Esta agregação acabou com uma das particularidades do concelho de Elvas: o facto de até aí ter tido duas das poucas freguesias portuguesas territorialmente descontínuas: Alcáçova e Ajuda, Salvador e Santo Ildefonso.

## Demografia
A população registada nos censos foi:

Antigas freguesias que deram origem à Freguesia de Caia, São Pedro e Alcáçova (Elvas).

| Distribuição da População por Grupos Etários | Distribuição da População por Grupos Etários | Distribuição da População por Grupos Etários | Distribuição da População por Grupos Etários | Distribuição da População por Grupos Etários | Distribuição da População por Grupos Etários |
| -------------------------------------------- | -------------------------------------------- | -------------------------------------------- | -------------------------------------------- | -------------------------------------------- | -------------------------------------------- |
| Antes da agregação                           |                                              |                                              |                                              |                                              |                                              |
| Ano                                          | 0-14 anos                                    | 15-24 anos                                   | 25-64 anos                                   | >= 65 anos                                   | Total                                        |
| 2001                                         | 930                                          | 879                                          | 2987                                         | 1288                                         | 6084                                         |
| 2011                                         | 1085                                         | 751                                          | 3112                                         | 1305                                         | 6253                                         |
| Após a agregação                             |                                              |                                              |                                              |                                              |                                              |
| Ano                                          | 0-14 anos                                    | 15-24 anos                                   | 25-64 anos                                   | >= 65 anos                                   | Total                                        |
| 2021                                         | 839                                          | 598                                          | 2713                                         | 1226                                         | 5376                                         |